# 上腔靜脈
上腔静脉（拉丁語：superior vena cava）是一条粗短的静脉干，下端连于右心房上缘，上端由左、右头臂静脉（无名静脉）在右侧第一胸肋结合处的后方汇合而成，垂直下降，在平对第三胸肋关节的下缘注入右心房，基本位于右前纵隔处。它将无氧血从身体上半部分运输至右心房，接收从上肢、眼睛和颈部流回的血液。在纵隔处可找到右肺根断面，可见到一条静脉经其后方绕至上方向前注入上腔静脉，此为奇静脉。左右头臂静脉（brachiocephalic vein)，分别由同侧的颈内静脉和锁骨下静脉在胸锁关节后方汇合而成，汇合处所成的夹角称为静脉角。右头臂静脉几乎垂直下降；左头臂静脉较长，起始后斜向右下，与右头臂静脉回合。斜跨主动脉弓上缘及主动脉弓三大分支根部的前方。

## 图片

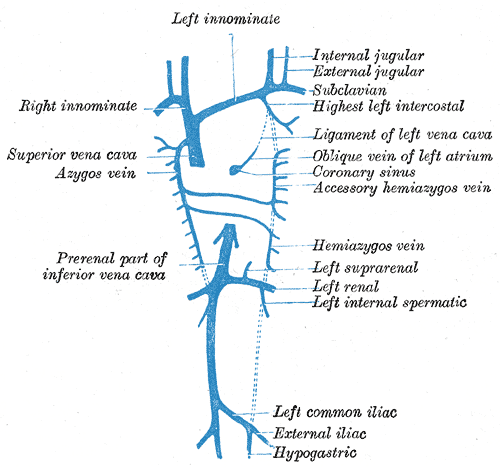
静脉壁层

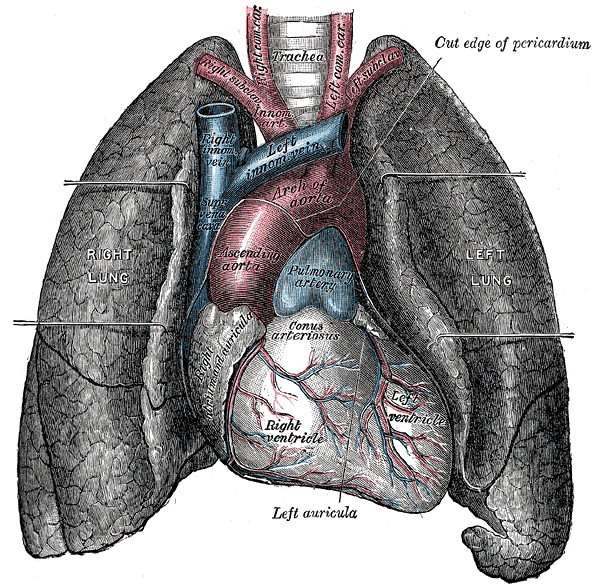